# Friedrich Vordemberge-Gildewart
Friedrich Vordemberge-Gildewart (Osnabrück, 17 novembre 1899 – Ulma, 19 dicembre 1962) è stato un pittore tedesco Nel 1955 fu il vincitore della Medaglia Justus Möser, la più alta onorificenza della città di Osnabrück.

## Biografia

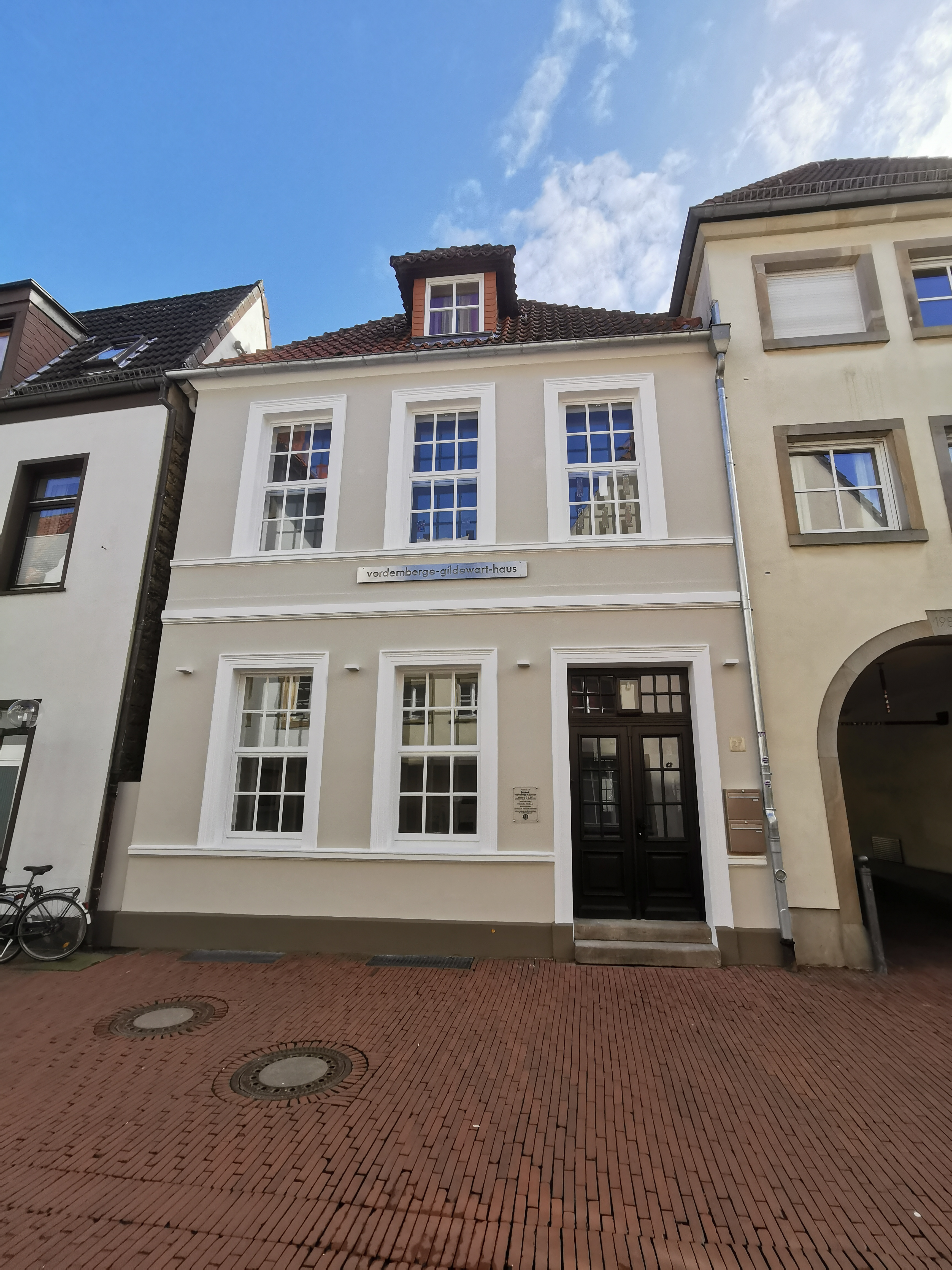
Casa natale di Friedrich Vordemberge-Gildewart, in Große Gildewart 27 a Osnabrück

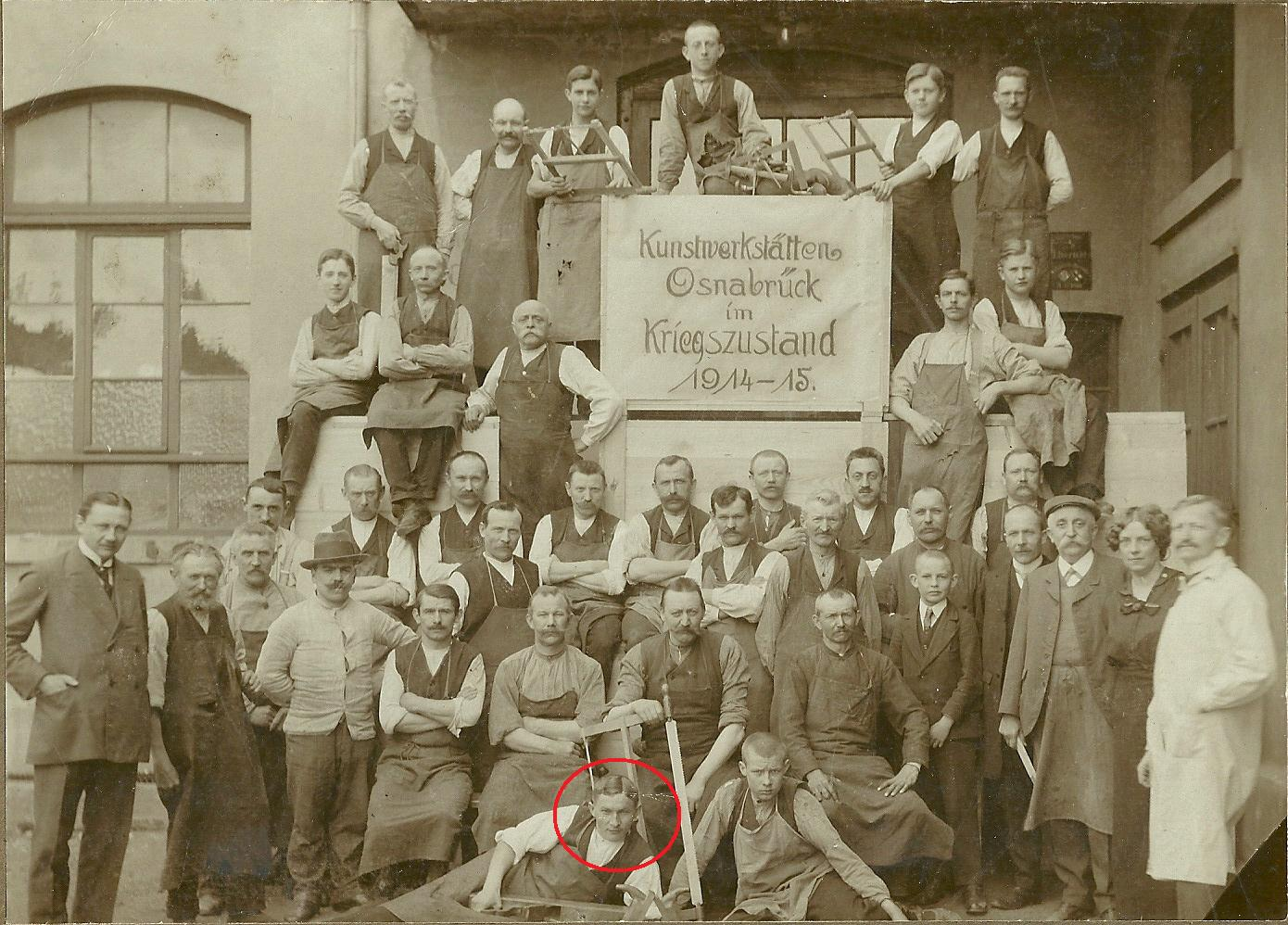
Foto aziendale dell'epoca dell'apprendistato di Friedrich Vordemberge-Gildewart in falegnameria

### Sintesi
Friedrich Vordemberge-Gildewart nacque a Osnabrück, in Germania, e studiò architettura, interior design e scultura alla Hanover School of Art e al Technical College di Hannover. Nel 1924 formò il gruppo d'arte Gruppe K ad Hannover con Hans Nitzschke. Dopo aver incontrato Theo van Doesburg, Kurt Schwitters e Hans Arp, divenne un membro di De Stijl nel 1925. Insieme a Kurt Schwitters e Carl Buchheister formò il gruppo "Abstrakten Hannover" nel 1927. Fu un membro di molti altri gruppi tra cui: il Cercle et Carré, 1930, Parigi e membro fondatore di Abstraction-Création (1931), sempre a Parigi. Nel 1937, a Monaco, il regime nazista espose le sue opere alla famigerata mostra di arte degenerata. La maggior parte delle sue opere furono confiscate e fu costretto a lasciare la Germania per i Paesi Bassi.

### Primi anni e giovinezza
Friedrich Vordemberge-Gildewart cambiò il suo nome di nascita da Vordemberge a Vordemberge-Gildewart per distinguersi dal cugino Friedrich Vordemberge, di due anni più grande e con lo stesso nome. Gildewart era il nome della via della città vecchia di Osnabrück dove era cresciuto. Friedrich Vordemberge-Gildewart fu iscritto alla Ev. Knaben Mittelschule di Osnabrück nel 1906. Iniziò la sua carriera professionale con un apprendistato come falegname presso la falegnameria di Julius Schütze. Dal 1919 studiò architettura, scultura e pittura presso l'Università Tecnica di Hannover. Ad Hannover, Vordemberge-Gildewart collaborò alla rivista d'avanguardia Der Sturm.

### Attività artistica
Dal 1919 al 1922, Vordemberge-Gildewart iniziò la sua attività artistica con rilievi astratti e collage e, dal 1923, con la pittura. Ad Hannover fece conoscenza e instaurò un dialogo con gli artisti Kurt Schwitters, Oskar Schlemmer, Wassily Kandinsky e Hans Arp. Nel 1923, Vordemberge-Gildewart trascorse un semestre di studi nell'ambito della legatoria al Bauhaus di Weimar. Nel 1924 fondò il gruppo di artisti Gruppe K insieme a Hans Nitzschke. Sempre nel 1924 incontrò Theo van Doesburg ad Hannover. Quest'ultimo gli propose di entrare a far parte del gruppo De Stijl, proposta che accettò.
Nel 1927, Friedrich Vordemberge-Gildewart fondò il gruppo "Abstrakten Hannover", insieme a Kurt Schwitters, Hans Nitzschke, Carl Buchheister e Rudolf Jahns. Quest'ultimo era un gruppo locale della Internationalen Vereinigung der Expressionisten, Futuristen, Kubisten und Konstruktivisten (Associazione Internazionale degli Espressionisti, Futuristi, Cubisti e Costruttivisti). Nel 1932, Vordemberge-Gildewart divenne membro del gruppo di artisti Abstraction-Création. Il gruppo di artisti era stato fondato a Parigi da Naum Gabo, Antoine Pevsner, Auguste Herbin, Theo van Doesburg e Georges Vantongerloo.
Nel 1936 si trasferì a Berlino. Il regime nazista lo associò all'"arte degenerata". Nel 1937, i nazisti confiscarono quattro sue opere furono confiscate dal Provinzial-Museum, dal  Kestner-Museum di Hannover e dallo Städtisches Museum di Osnabrück. Quindi, decise di emigrare e andò in esilio nel 1937, prima in Svizzera e poi ad Amsterdam, dove entrò in contatto anche con Max Beckmann e altri emigranti.

### Ultimi anni
Gildewart visse e lavorò nella capitale olandese fino al 1954, partecipando a diverse importanti mostre internazionali a New York, Parigi e Londra fino allo scoppio della guerra nel 1939. Nel 1954 fu nominato membro della Scuola di Design di Ulm, dove prestò servizio come direttore del Dipartimento di Comunicazione Visiva fino alla sua morte, avvenuta il 19 dicembre 1962.
Vordemberge-Gildewart prese parte a documenta 1 (1955) e documenta II (1959) a Kassel. Fu sepolto nel cimitero di Hase a Osnabrück. La sua città natale lo onorò con la Medaglia Justus Möser.

## Fondazione Vordemberge-Gildewart
Per volontà della fondatrice Ilse Leda, moglie di Friedrich Vordemberge-Gildewart, la fondazione, che ha sede a Rapperswil nel Cantone di San Gallo (Svizzera), assegna dal 1983 premi e borse di studio per giovani artisti. La borsa di studio è uno dei premi più ricchi per l'arte giovanile in Europa. Tra i precedenti vincitori figurano Yves Netzhammer, James Aldridge, Volker Lang e Ricarda Roggan. La giuria si riunisce ogni anno in una località diversa per valutare il lavoro degli artisti della rispettiva regione e selezionare uno o più vincitori.

## Tenuta nel Museo di Wiesbaden
Grazie alla Fondazione Vordemberge-Gildewart di Rapperswil, dal 1997 il patrimonio dell'artista si trova al Museo di Wiesbaden.

## Iniziativa Vordemberge-Gildewart (Osnabrück)
Il 18 novembre 2018, sotto l'egida della Fondazione Comunitaria di Osnabrück, è stata istituita la fondazione fiduciaria "kunst.konkret.konstruktiv - vordemberge-gildewart", che ha l'obiettivo di garantire all'arte concreto-costruttiva associata all'artista Vordemberge-Gildewart (VG), al suo sviluppo storico e al suo significato attuale un posto adeguato nell'arte e nella vita culturale al di fuori della regione.

## Galleria Vordemberge-Gildewart (Osnabrück)
La casa natale di Friedrich Vordemberge-Gildewart, in Große Gildewart 27 a Osnabrück, ospita la Galleria Vordemberge-Gildewart (VG Gallery). La VG e la fondazione "kunst.konkret.konstruktiv - vordemberge-gildewart" si sono prefissate il compito di far conoscere alla città e ai suoi visitatori le opere relative a Osnabrück di questo artista di fama internazionale. Non si tratta di esporre le opere in sé (che attualmente sono esposte nella Felix-Nussbaum-Haus di Osnabrück), ma di presentare due volte l'anno aspetti del suo lavoro, circostanze di vita, testimonianze e documenti contemporanei e, soprattutto, di presentare personalità e artisti che si sentono impegnati nell'opera e nella vita successiva dell'arte di Vordemberge-Gildewart. Dietrich Helms, Jürgen Paas, Norbert Thomas, Jo Niemeyer, Uli Pohl e molti altri hanno esposto alla Galleria Vordemberge-Gildewart.

## Opere
- 1925, Composizione n. 15 - 1925
- 1936, Composizione n. 104 - 1936
- 1946, Composizione n. 154, olio su tela, 120 × 80 cm
- 1946, Senza titolo (C8), collage, carta e plastica su carta, 28,5 × 23,5 cm
- c.1947, Senza titolo, collage su carta, 27,5 × 22,3 cm
- 1953, Composizione n. 194, olio su tela, 50 × 60 cm
- 1959/60, Composizione n. 212, olio su tela, 105 × 80 cm

### Opere confiscate come "degenerate" nel 1937
- Abstrakte Komposition (distrutto)
- Komposition K 58 (distrutto)
- Abstrakte Komposition (olio e tempera su tela, 60 m × 80 cm; esposto nel 1938 ad Amburgo nella mostra itinerante "Arte degenerata"; luogo di provenienza sconosciuto)
- Komposition No. 33 (olio su tela, 100 × 80 cm, 1927; luogo di permanenza ignoto)

### Musei e collezioni pubbliche con opere di Vordemberge-Gildewart
- Basilea: Kunsthalle Basel;
- Basilea: Kunstmuseum Basel;
- Berlino: Neue Nationalgalerie SMPK;
- Berna: Kunstmuseum Bern;
- Braunschweig: Städtisches Museum Braunschweig;
- Brema: Kunsthalle Bremen
- Buffalo: Albright-Knox Art Gallery
- Den Haag: Gemeentemuseum Den Haag
- Düsseldorf: Museum Kunstpalast
- Duisburg: Lehmbruck-Museum;
- Edimburgo: Scottish National Gallery of Modern Art
- Eindhoven: Van Abbemuseum
- Elveheim: Elveheim Museum
- Grenoble: Musée de Grenoble
- Hagen: Osthaus Museum Hagen
- Amburgo: Hamburger Kunsthalle
- Hannover: Sprengel Museum
- Gerusalemme: Museo d'Israele
- Kaiserslautern: Museum Pfalzgalerie Kaiserslautern
- Köln: Museo Ludwig
- Krefeld: Kunstmuseen Krefeld
- Locarno: Pinacoteca di Casa Rusca

- Londra: Tate Gallery
- Ludwigshafen am Rhein: Wilhelm-Hack-Museum
- Melbourne: National Gallery of Victoria
- Monaco di Baviera: Bayerische Staatsgemäldesammlungen
- Münster: LWL-Landesmuseum für Kunst und Kulturgeschichte
- New York: Museum of Modern Art
- New York: Solomon R. Guggenheim Museum
- Osnabrück: Kulturgeschichtliches Museum Osnabrück
- Parigi: Centre national d'art et de culture Georges Pompidou
- Filadelfia: Philadelphia Museum of Art
- Phoenix: Phoenix Art Museum
- Rio de Janeiro: Museu de Arte Moderna do Rio de Janeiro
- San Paolo: Museu de Arte Contemporanea da Universidada de Sao Paulo
- Stoccarda: Staatsgalerie Stuttgart
- Tel Aviv: Tel Aviv Museum of Art
- Ulm: Ulmer Museum
- Valencia: IVAM Centre Julio Gonzales
- Wiesbaden: Museum Wiesbaden Nachlass des Künstlers
- Würzburg: Museum im Kulturspeicher e Sammlung Peter C. Ruppert
- Wuppertal: Von Der Heydt Museum
- Zurigo: Kunsthaus di Zurigo